# Usine La Macérienne
L'Usine La Macérienne est une ancienne usine, à Charleville-Mézières, usine fabriquant notamment des pièces pour les cycles Clément-Gladiator puis pour les automobiles Clément-Bayard. C'est aujourd'hui un édifice inscrit aux monuments historiques.

## Histoire
La ville de Mézières était une place forte qui fut déclassée en 1884 après le conflit franco-allemand de 1870. Marie-Georges Mialaret, maire de Mézières, est un ancien ingénieur. Il est persuadé que l'avenir de Mézières passe par le commerce et l'industrie. Il rachète les terrains militaires bon marché, au bord de la Meuse et à proximité des anciens remparts. Il y fait aménager un étang et un canal qui peut fournir de l'énergie à une éventuelle usine.

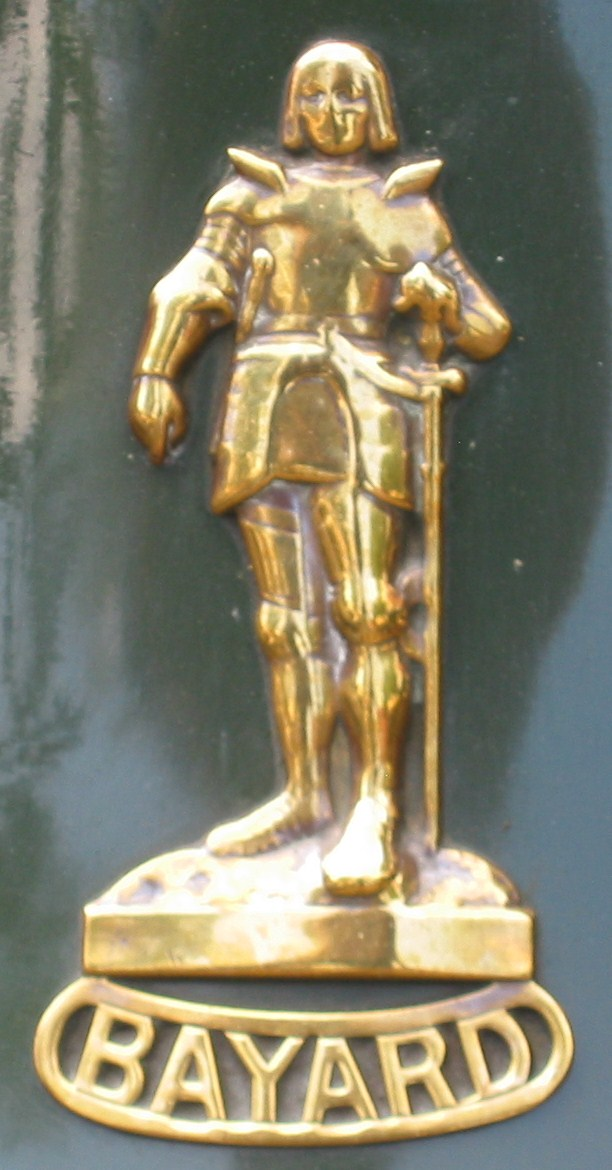
Emblème Bayard,
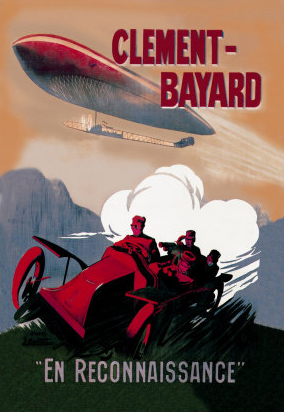
Clément-Bayard.

En 1894, Adolphe Clément, premier fabricant de cycles français, développe ses sites de production. Il flaire la bonne affaire avec cette offre de terrains, disposant d'une force motrice à bon marché, et décide d'y construire une usine dénommée La Macérienne. Ce site produit des pièces détachées pour ces cycles. Dès 1897, ce constructeur se tourne vers un nouveau marché, l'automobile et s'associe avec l'entreprise Gladiator pour lancer les véhicules Clément-Gladiator. En 1903, il se retire de la compagnie Gladiator et perd les droits d'utilisation de la marque Clément pour ses voitures. Il  adopte alors celui de Bayard, choisi pour la statue du chevalier Bayard  située en face de son usine de Mézières.  En 1904, son entreprise devient la firme Bayard-Clément puis Clément- Bayard. 
L'usine souffre de l'occupation allemande durant la première Guerre mondiale. Les machines sont envoyées en Allemagne, l'atelier mécanique est transformé en hôpital militaire et la fonderie en manège hippique pour l'état-major ennemi. 
En 1919, la firme devient la Société Anonyme des Etablissements Clément Bayard. Le site de Mézières change progressivement d'activité pour se consacrer à la fonderie, la construction mécanique d'engins sous licence (tracteurs, et pelleteuses en particulier),  le traitement de surface des métaux, et le rayonnage. Adolphe Clément, qui a vendu une partie de ses installations industrielles en région parisienne à Citroën, notamment l'usine de Levallois, mais a toujours conservé cette usine, décède en 1928. Ses descendants détiennent l'usine jusqu'en 1975. L'usine est alors reprise par des cadres. Mais elle ferme ses portes en 1984.
Le site est actuellement désaffecté. La partie consacrée aux bureaux accueille cependant des services municipaux de la Ville de Charleville-Mézières, depuis les années 2000. La friche autour de l'ancienne usine accueille tous les ans un festival, le Cabaret Vert. Rachetée par la ville de Charleville-Mézières, un projet de réhabilitation de cette  zone est lancé, lui donnant une vocation à la fois économique et culturelle, avec des immeubles dédiés à des activités tertiaires et  une scène de musiques actuelles (SMAC). L'édifice est inscrit au titre des monuments historiques en 2012 et 2014,.

## Description
Adolphe Clément ne néglige pas l'esthétique lorsqu'il procède à la construction de l'usine : utilisation de pierres jaunes de Dom, larges baies, colonnes en chaîne harpée, frontons ouvragés, balustrades de pierres bordant les toitures en terrasses, etc.,.
La construction de cet ensemble industriel s'est déroulé en une douzaine de tranches. L'essentiel a été bâti de façon assez continu jusqu'en 1914 (les neuf premières tranches). Un atelier a été construit en 1921-1922, dans l'entre-deux-guerres. Et les constructions après la seconde Guerre mondiale consistent en des annexes plus modestes.
Un des premiers bâtiments construit est le grand atelier mécanique, de 67 mètres sur 17, sur trois niveaux. Son allure générale est soignée, avec ses toits en terrasse, ses fenêtres classiques, ses murs en moellons et pierres de taille. L'agencement sur trois niveaux est aussi datée. Par contre, les planchers sont réalisés avec des poutrelles métalliques hourdés de bétons, et soutenus de piliers en fonte. Et un monte-charge électrique a été installé dès 1898. Le bâtiment des turbines, de 10 mètres sur 10, sur deux niveaux, qui lui est accolé appartient également à la première tranche de construction et s'appuie sur une structure similaire.

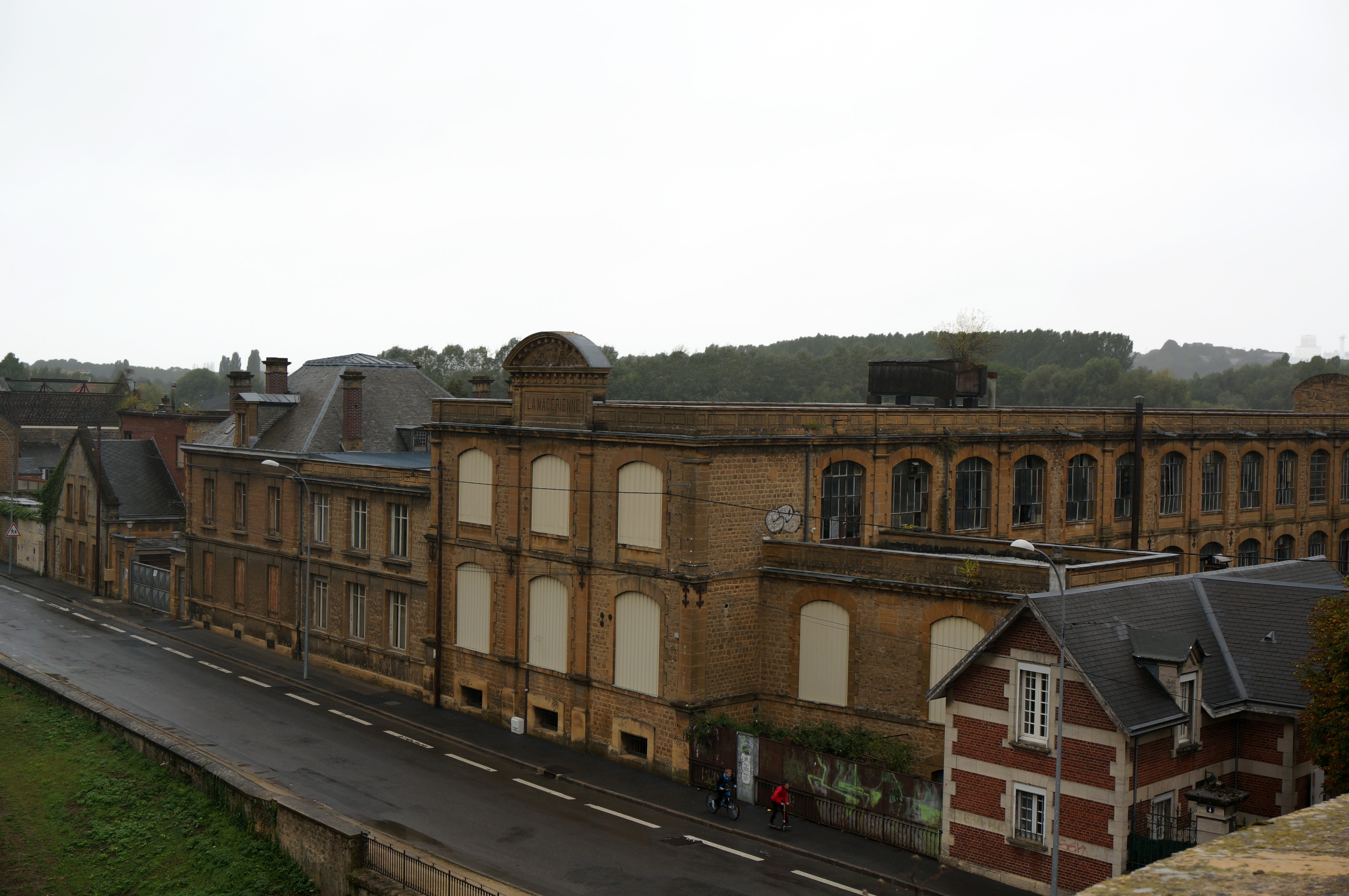
La Macérienne vue depuis la tour Milard de l'enceinte fortifiée.

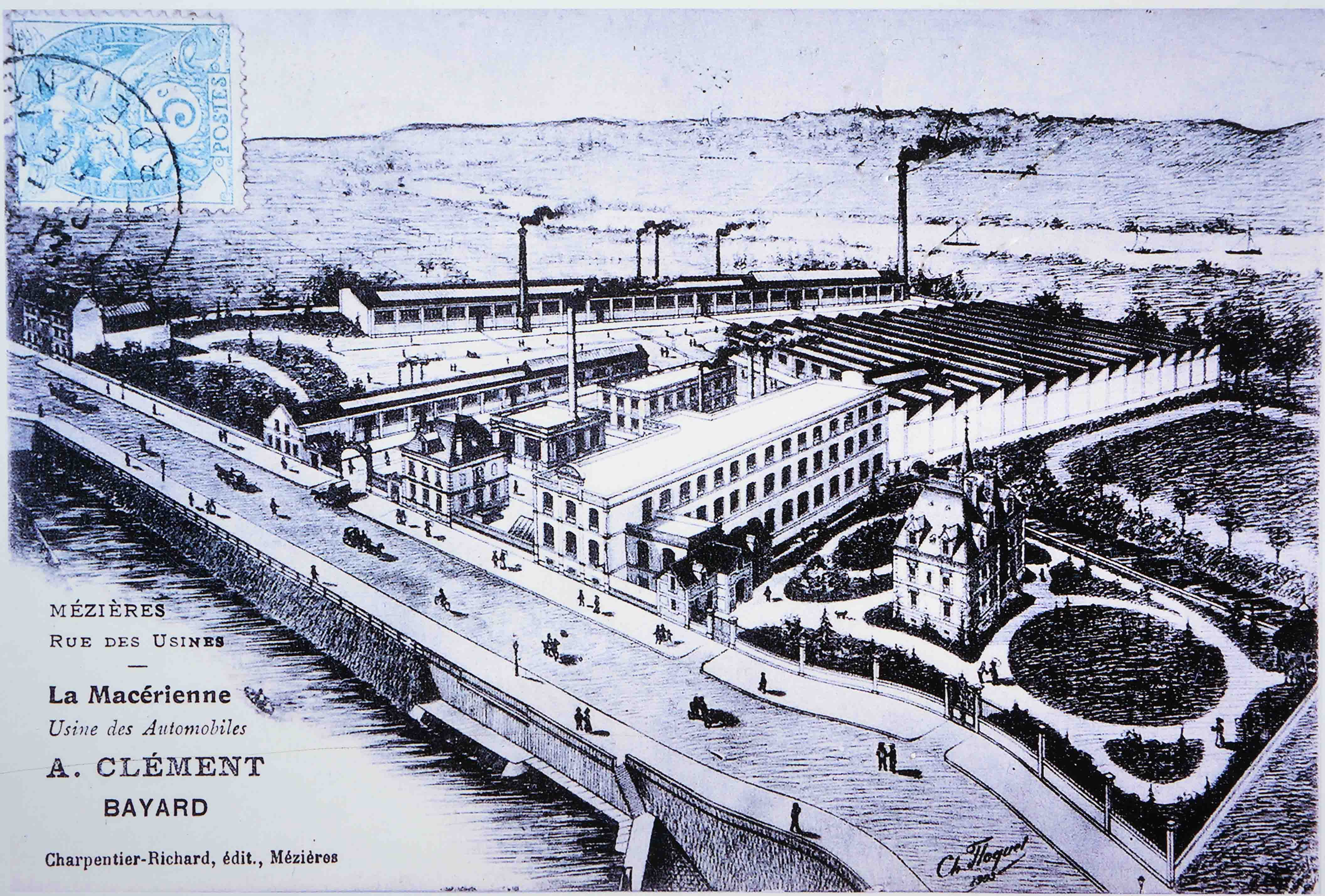
La même en 1913.

Le logement du concierge à gauche de l'entrée, doté d'une logette de surveillance, constitue la partie côté rue de l'ancienne fonderie, détruite partiellement par un incendie en 1908. Entre le logement du concierge et le grand atelier mécanique se trouvent les bureaux dans un bâtiment de 12 mètres sur 12, ressemblant à une habitation, en murs de moellons et pierres de taille, avec un étage, surmonté d'un toit à quatre pans couverts d'ardoises.
L'atelier de nickelage est un bâtiment occupant un emplacement au sol trapézoïdale entre l'ancienne fonderie et le grand atelier mécanique, derrière les bureaux.Les murs sont toujours en moellons et pierres de taille, mais avec un remplissage en briques. Les linteaux des fenêtres sont des poutrelles métalliques. Il ne comporte qu'un étage.
A l’arrière du grand atelier mécanique, s’étend l’atelier dit Eiffel, ou nouvel atelier mécanique. Adolphe Clément a compris qu'une usine en rez-de-chaussée simplifie l'organisation et la logistique. Cet atelier consiste en une juxtaposition de 16 travées (40 m ou 60 m x 5 m), couvertes de sheds (toiture en dents de scie, avec un versant vitré à pente verticale orientée au nord, et un versant moins incliné portant des tuiles mécaniques et des lanterneaux pour l’aération). Ce toit repose sur une charpente métallique. Le nombre de piliers soutenant cette charpente est réduit, libérant un maximum d'espace libre au sol. Les fondations sont composées de socles en béton armé enterrés sur lesquels reposent les piliers métalliques, s’enserrant dans un sol ayant subi une compression mécanique. Cet atelier a été construit en trois étapes : 12 travées en 1903, 12 travées en 1907 et 16 travées en 1930. Des machines-outils venues d’Outre-
Atlantique, et reposant sur un pavage en bois, y ont été implantées.
Un magasin général est construit en 1909, et se substitue partiellement à l'ancienne fonderie détruite par un incendie un an auparavant. C'est un bâtiment de 12 mètres sur 44. Sa structure est pour la première fois en béton armé  mais, pour qu'il s'insère dans les premiers édifices, le béton est couvert de parements de pierres de taille, et il est surmonté d'un toit en terrasse.
D'autres ateliers occupent l'espace ainsi qu'une demeure patronale à proximité.